# La Cassa
La Cassa és un comune (municipi) de la ciutat metropolitana de Torí, a la regió italiana del Piemont, situat a uns 20 quilòmetres al nord-oest de Torí. A 1 de gener de 2019 la seva població era de 1.803 habitants.
La Cassa limita amb els següents municipis: Fiano, Varisella, Druento, Givoletto i San Gillio.